# Вальвідрера (фунікулер)
41°24′51″ пн. ш. 2°06′20″ сх. д. / 41.41417° пн. ш. 2.10556° сх. д.
Фунікулер Вальвідрера (ісп. Funicular de Vallvidrera, кат. Funicular de Vallvidrera) — фунікулер завдовжки 736,6 м у барселонському районі Сарріа-Сант-Жервасі у Каталонії, Іспанія. 
Сполучає фунікулер зі станцією залізниці Пеу-дель-Фунікулар на лінії Барселона — Вальєс з житловим районом Вальвідрера на гірському хребті Сьєрра-де-Кольсерола.
Фунікулер, відкрито 24 жовтня 1906 року, зіграв ключову роль у розвитку Вальвідрери та є основним транспортним засобом, що сполучає з цим районом. 
Хоча спочатку він був у приватній власності «Ferrocarril de Sarriá a Barcelona» (ФСБ), він був переданий уряду Каталонії разом з лінією Барселона-Валлес після економічного колапсу ФСБ. 
Так, з 7 жовтня 1979 року фунікулером управляє «Ferrocarrils de la Generalitat de Catalunya» (FGC). 
В 1998 році було повністю перебудовано і модернізовано до автоматизованої системи транзиту (AGT), включаючи впровадження нового рухомого складу.
Фунікулер є частиною системи високочастотної приміської залізниці Барселона-Вальєс.
 
Інтервал руху 6 хвилин у будні, рідше у вихідні та святкові дні,
 
часом у дорозі 2 хвилини 50 секунд (без урахування будь-яких проміжних зупинок).

Крім того, він повністю знаходиться у зоні тарифів 1 інтегрованої системи громадського транспорту «Autoritat del Transport Metropolità» (ATM) для метрополійної території Барселона.

## Історія
Лінія була відкрита в 1906 році. 
Її верхня станція (Вальвідрера-Суперіор) була спроектована архітекторами Бонавентурою Коніль-і-Монтоббіо та Арнальдом Кальве-і-Пейроніллем у каталонському стилі модерну.

Лінія стала частиною мережі ФСК у 1981 році. 
В 1998 році її відновили з введенням нових вагонів, платформних дверей і повністю автоматизованої роботи. 
Нові вагони були побудовані Gangloff з Берна .

## Опис
Фунікулер має такі технічні параметри:
| Кількість зупинок     | 3                       |
| Колії                 | одноколійна з роз'їздом |
| Довжина               | 729 м                   |
| Перепад висот         | 165 м                   |
| Максимальний похил    | 30.9%                   |
| Ширина колії          | 100 мм                  |
| Кількість вагонів     | 2                       |
| Пасажиромісткість     | 50 пасажирів у вагоні   |
| Максимальна швидкість | 5 м/с                   |
| Тяга                  | Електрика               |
| Операція              | Повністю автоматчна     |